# Kallós Miklós
Kallós Miklós (Nagyvárad, 1926. november 11. – Nagyvárad, 2018. december 27.) magyar szociológus, filozófiai író, szerkesztő, publicista.

## Életútja
Középiskoláit 1944-ig szülővárosában végezte; a Bolyai Tudományegyetemen lélektan–szociológia–filozófia szakos diplomát szerzett (1951). Már 1949-ben egyetemi gyakornok, 1950-től adjunktus, 1952-től előadótanár a filozófiai tanszéken, 1959-től a Babeș–Bolyai Tudományegyetem filozófia–szociológia tanszékének vezetője, a filozófiai tudományok doktora (1968), egyetemi tanár (1970). A Társadalmi és Politikai Tudományok Akadémiájának tagja (1970).
Az 1989-es fordulat után mint nyugalmazott egyetemi tanárt a Kolozsvári Zsidóhitközség elnökének választották meg. Mint zsidó származású magyar és mint szociológus a romániai zsidóság történelmét igen ismerte, később a 2000-es évek elején a hitközség tiszteletbeli elnökének választották.

## Munkássága
Publicisztikai, újságírói, szerkesztői tevékenységét egyetemi pályájával párhuzamosan 1947-ben kezdte a kolozsvári Egység (1949-től Új Út) hetilap szerkesztőségében, 1952–53-ban a lap főszerkesztője. Az Utunk főszerkesztő-helyettese (1953–54 és 1957–58), a Studia Universitatis "Babeș–Bolyai" filozófiai, ill. szociológiai sorozatainak felelős szerkesztője (1962–74). Az Utunk, A Hét, Korunk, Igaz Szó, ill. Lupta de Clasă–Era Socialistă, Revista de Filozofie, Viitorul Social, Tribuna időszaki, valamint a Scînteia, Előre, Igazság napilapok állandó munkatársa. Szatirikus írásai Kamillás álnéven az Új Út, Igazság, Utunk (Ütünk) számaiban jelentek meg.
A szélesebb olvasórétegek előtt neve inkább a naprakész, jó tollú politikai publicista képzetét társította.
A szakmaiak szűkebb köre, a filozófia és szociológia művelői mindenekelőtt teoretikusi munkásságát becsülték.
Több tanulmányára a nemzetközi szakközvélemény is felfigyelt. Így a Studia szociológiai sorozatában 1970-ben francia nyelven megjelent tanulmányát az iskola szerepéről a társadalmi mobilitásban, angolul a Social Science (Winfield, Kansas, USA, 1970), francia nyelven a Revue Internationale de Sociologie (Roma, Serie II. Vol. VII. 2-éme Partie 1971) c. szakperiodikák vették át, a politikai értékek státusáról és funkcióiról szóló tanulmányát pedig az angol nyelvű International Political Science Review (USA–Canada–England 1982/2) közölte. Roth Endrével közösen írt tanulmánya a Babeș–Bolyai Egyetem szociológiai laboratóriumának eredményeiről és terveiről a Romanian Journal of Sociology 1970/6-os számában, ideológiát, tudományt és politikát egybevető értekezése a The Social Future (Viitorul Social) 1976. augusztusi számában jelent meg. A The political system of the Socialist Republic of Romania c. gyűjteményes kötetben (1979) a szocializmus politikai és erkölcsi értékeiről szóló tanulmányával szerepelt.
Hivatalos román delegációk tagjaként tevékenyen részt vett számos nemzetközi tudományos találkozón, így a bécsi (1968) és várnai (1973) Filozófiai Világkongresszuson, a müncheni (1970) és moszkvai (1979) Nemzetközi Politológiai Kongresszuson, a római Nemzetközi Szociológiai Kongresszuson (1969), a moszkvai Nemzetközi Lenin-szemináriumon (1970), valamint a szocialista országok főiskoláin működő társadalomtudományi tanszékek lipcsei tudományos értekezletén (1979).
Jelentős mértékben járult hozzá a kolozsvári főiskolákon folyó kétnyelvű filozófiaoktatás fejlesztéséhez, akadémiai színvonalának biztosításához. Évtizedes tapasztalatát és hozzáértését a Nevelés- és Oktatásügyi Minisztérium országos viszonylatban is hasznosította: rendszeresen igényt tartott munkájára a főiskolai filozófiaoktatás elvi-elméleti problémáinak kidolgozására és megoldására létesített különböző szakbizottságokban.
Revista Korunk și animatorul ei Gaál Gábor címen a Lupta de Clasă 1964/6-os és magyarul A Korunk és szerkesztője címen a Korunk 1964/7-es számában megjelent tanulmányával fontos szerepet vállalt Gaál Gábor és a régi Korunk rehabilitálásának véglegesítésében. A Korunk új folyamában számos tanulmánya és publicisztikai írása jelent meg, mely a kor aktuális és hivatalos politikai, ideológiai irányvonalát próbálta népszerűsíteni.
Tanulmányaival számos gyűjteményben szerepelt, így A kolozsvári Bolyai Tudományegyetem (1956), a Filozófiai tanulmányok (1957), Korunk Évkönyv 1974, Látóhatár (Kolozsvár, 1974) c. kötetekben. A Mica enciclopedie de politologie (1977) társszerkesztője és társszerzője.

## Egy diák visszaemlékezése Kallós professzorra
„Az egyetemen rendkívüli, színvonalas kurzusai voltak Kallós Miklós professzornak, aki a történelemnek és a társadalomnak a kérdéseit – a történelmi materializmus volt a kurzusa – a francia szociológia és némi társadalmi rendszerelmélet felől közelítette meg. Tehát ott bizony találkozni lehetett Raymond Aronnal, még ha egy kis bíráló felhanggal is.” (Egyed Péter)

## Kötetei (válogatás)
- Mi a boldogság? (Roth Endrével, 1965. Románul és németül is, 1962–63);
- Iubirea aproapelui și adevăratul umanism (Roth Endrével, 1963);
- Conștiința politică (1968); Axiológia és etika (Roth Endrével, 1970. Az előzőleg 1968-ban megjelent román kiadást az Akadémia Vasile Conta-díjával tüntették ki);
- Ideológia és tudomány (társszerző Mare Călina, 1972. Egyidejűleg román és német kiadás);
- Sociologie, politică, ideologie (Tv. 1975. Az Akadémia Simion Bărnuțiu-díjával kitüntetve);
- A politika – tudomány (1975);
- Kallós Miklós–Roth Endre: A társadalmi rendszer. A történelmi materializmus alapvonalai; Politikai, Bukarest, 1978